# 12242 Koon
12242 Koon è un asteroide troiano di Giove del campo troiano. Scoperto nel 1988, presenta un'orbita caratterizzata da un semiasse maggiore pari a 5,1007777 UA e da un'eccentricità di 0,0667136, inclinata di 29,78465° rispetto all'eclittica.
L'asteroide è dedicato a Coone, guerriero troiano.